# Casa de Barcelona
La Casa de Barcelona (en catalán: Casal de Barcelona), fue la dinastía que en historiografía se considera que arranca de Wifredo el Velloso, conde de Barcelona. La historiografía tradicional fecha la extinción de la dinastía en la muerte sin descendencia masculina legítima de Martín el Humano en el año 1410.

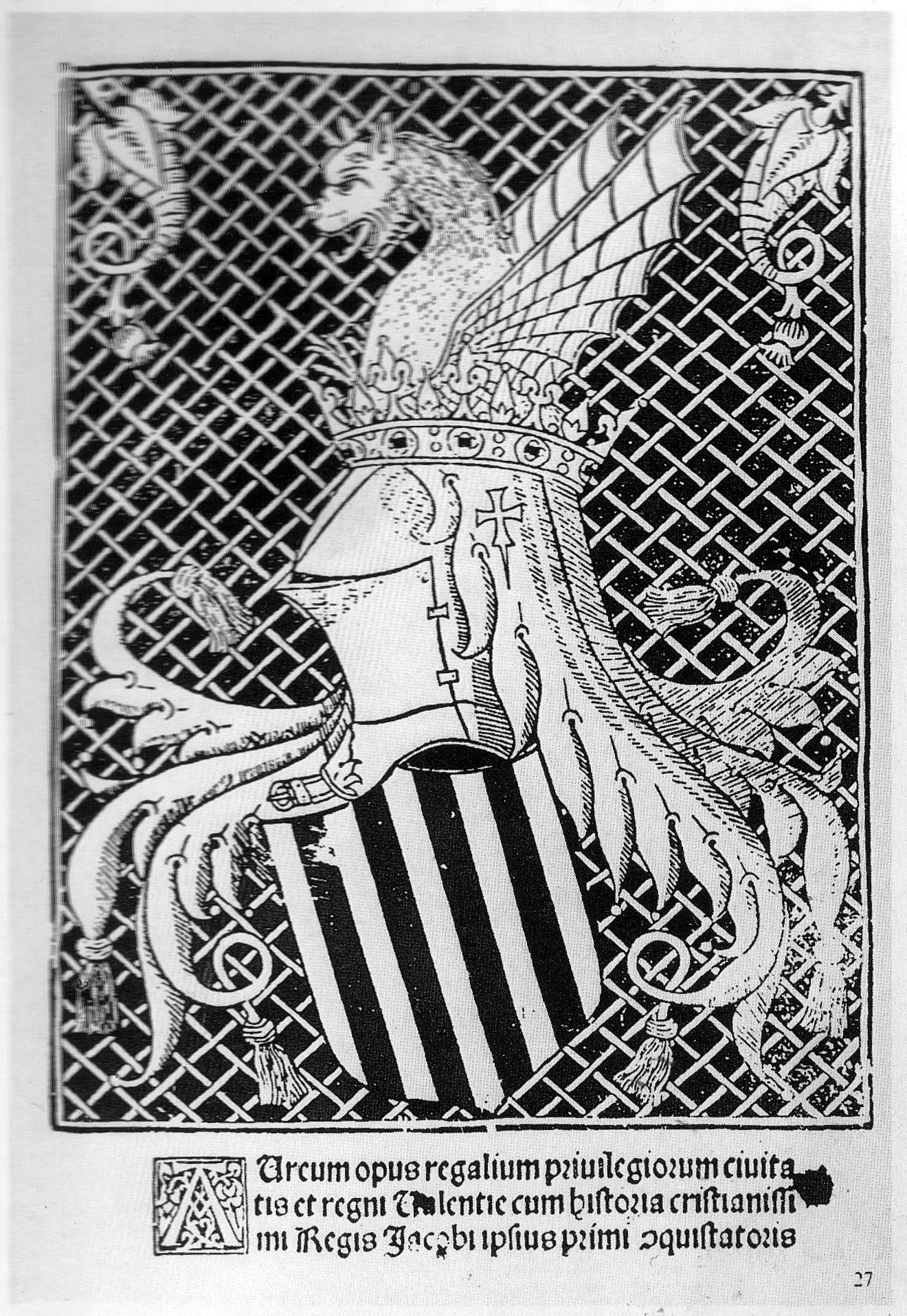
Portada del Aureum Opus (1513), compilación de los privilegios otorgados a la ciudad y reino de Valencia entre 1236 y 1513.

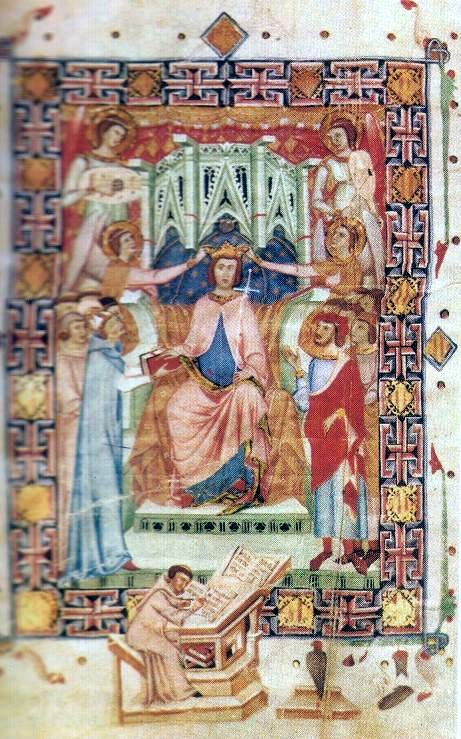
El primer rey de Mallorca y de Valencia fue Jaime I el Conquistador.

## Antecedentes de la creación del condado
La época medieval va a ser para Europa un tiempo convulso, en donde convivían dos fuerzas de poder, el Cielo y la Tierra, y dos maneras de ejercerlo, la del Papa y la de los reyes. Uno tenía la autoridad espiritual y la llave del Reino Celestial y los otros, la legitimidad de sangre que conferían los antiguos linajes para reinar y gobernar.

Barcelona había sido una importante ciudad visigoda desde 415, año en que Ataúlfo la consignó como capital del Estado visigótico. En 712 fue tomada por los musulmanes y conquistada en 801 por las tropas de Luis el Piadoso. Tras su toma, el rey carolingio va situando en el poder a una serie de nobles, entre los que se encuentra el padre de Wifredo, Sunifredo I, a quien Ramón de Abadal le atribuye ser hijo de un hipotético primer conde de Carcasona llamado Bellón, mientras que otros historiadores, al identificarlo con el hijo del conde Borrell de Osona del mismo nombre, sugieren que era su yerno.

### Factores decisivos

#### El Concilio de Troyes de 878
En junio de 870, en la asamblea de Attigny, Wifredo recibió los honores por parte de Carlos el Calvo, como conde de Urgel y Cerdaña y de su hermano Miró para el cargo condal de Conflent, mientras que Delá y Suñer II, hijos de Suñer I de Ampurias y Rosellón, eran nombrados condes de Ampurias.
Rebelado Bernardo de Gothia (conde de Barcelona, Rosellón, Narbona, Agde, Besiers, Magalona y Nimes), contra el rey Carlos el Calvo, Wifredo el Velloso, ayudado por sus hermanos Miró y Sunifredo y por el vizconde de Narbona (del lado de Carlos y después del de su hijo, Luis el Tartamudo) avanzaron por la Septimania donde eliminaron por la fuerza a los nobles fieles a Bernardo (como el obispo Sigebuto de Narbona), expulsando de sus iglesias a los sacerdotes que no les eran partidarios. Sobre 878 la rebelión de Bernardo se hundió definitivamente. 
En agosto, en el concilio de Troyes, presidido por el papa Juan VIII y por el rey Luis el Tartamudo y en el que estarían presentes los condes Wifredo el Velloso de Urgel y Cerdaña, Miró de Conflent, Suñer II de Ampurias y Oliba II de Carcasona, se tomaron importantes decisiones religiosas y políticas. El 11 de septiembre de 878 Bernardo fue declarado desposeído de sus honores, los cuales serían repartidos. En este reparto, Wifredo el Velloso fue investido conde de Barcelona, Osona, Gerona y Besalú, Narbona, Beziers y Agde. Su hermano Miró recibió el condado de Rosellón. Wifredo cedió la administración de Besalú a su hermano Radulfo (878-920). Sunifredo será abad de Arlés y Riculfo obispo de Elna.

#### Decadencia del Imperio Carolingio
Tras el Concilio de Troyes (878), y siguiendo la tradición de los condes de ascendencia visigoda de la Marca Hispánica, tanto Wifredo el Velloso como su hermano Miró de Rosellón-Conflent y los condes de Ampurias Dela y Suñer II mantuvieron su fidelidad a los monarcas carolingios Carlomán II (879-884) y Carlos el Gordo (885-888), tal y como lo testimonian la visita a la corte real de 881 llevada a cabo por dirigentes y clérigos de los condados de Gotia, y el precepto otorgado en 886 por Carlos el Gordo a Teotario, obispo de Gerona. Ahora bien, esta lealtad toma, tras muerte de Luis el Tartamudo, un carácter pasivo. Los condes de la Marca Hispánica, si bien no se alzaron nunca contra los reyes carolingios, evitaron implicarse en las luchas del reino.
La prueba más clara de la descomposición del poder carolingio en el reino franco fue la transmisión hereditaria de los condados, práctica iniciada en 895: muerto Miró el Viejo, su condado de Rosellón pasó, sin ninguna clase de intervención del rey Odón, a Suñer II de Ampurias, en tanto que el de Conflent fue para Wifredo el Velloso, conde de Osona desde 885, sin haber recibido la investidura real de este condado. Así pues, los reyes perdieron la facultad, que habían tenido en el siglo IX, de nombrar y destituir a los condes, los cuales, por ello, dejaron de ser unos delegados del monarca para convertirse en pequeños soberanos de sus dominios.

### Transmisión patrimonial
En el caso de Barcelona, y a diferencia de otros dominios como Carcasona, tras la muerte de Wifredo (897) el concepto de cómo debía de realizarse la sucesión no había quedado lo suficientemente claro. Por esto, en un primer momento, sus hijos -Wifredo II Borrell, Miró, Sunifredo y Suñer- optaron por gobernar conjuntamente todos los dominios de su padre y administrarlos bajo presidencia del primogénito, Wifredo Borrell, primus inter pares. Pero pronto, cuando cada uno de los condes cogobernantes tuvo descendencia, hizo falta abandonar la idea de herencia conjunta y, entonces, cada hijo transmitió individualmente a sus herederos la parte del conjunto condal que gobernaba: Wifredo Borrell, junto con Suñer: Barcelona, Gerona y Osona; Sunifredo: Urgel; y Miró: Cerdaña, Conflent y Berga. Esta apropiación patrimonial del territorio que gobernaban los condes (formalmente sometidos aún al rey de los francos) no quedó resuelta jurídicamente hasta el siglo XIII, momento en que Jaime I de Aragón firmó con el rey de Francia el Tratado de Corbeil (1258), por el cual quedaron establecidos los derechos sucesorios de cada rey (Francia y Aragón) en los territorios respectivos.
No obstante, tras la crisis carolingia, todos los condes de la Septimania se hicieron independientes cediendo a sus primogénitos los condados en herencia. Wifredo da comienzo así a la Casa de Barcelona, dinastía que, en el posterior medievo, albergará bajo su protección al resto de condados septimanos de Occitania, hasta 1213 y la batalla de Muret, en donde, precipitadamente, todas las posesiones de la Casa de Barcelona en Occitania (salvo el señorío de Montpellier) terminan siendo conquistadas y arrebatadas por los francos cruzados.

## Siglos IX a XI: de Wifredo El Velloso a Ramón Borrell

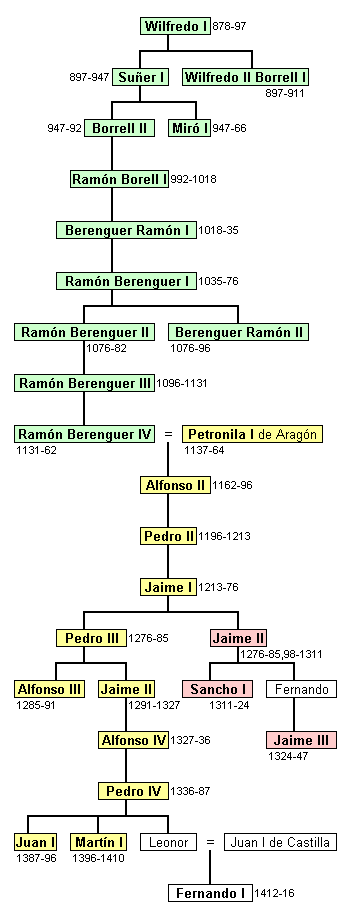
Árbol genealógico de los condes de Barcelona (en verde), reyes de Aragón (en amarillo) y reyes de Mallorca (en rosa) de la casa de Barcelona. Se incluye los sucesión del primer rey Trastámara de la Corona de Aragón.

- Wifredo el Velloso (¿-897)
- Wifredo II (874-911 )
- Suñer I (870-950)
- Borrell II (946-992)
- Ramón Borrell (972-1017),

### Acontecimientos

#### Leyenda sobre el origen de las cuatro barras
Ateniéndonos a los hechos constatados (Concilio de Troyes de 878), se puede afirmar que Wifredo el Velloso es el progenitor de lo que será la futura Casa de Barcelona. Por este motivo, teoría (y personaje) muchas veces usados (a menudo con exageración) por escritores e historiadores, son el punto de referencia que marcará la estirpe. La idea de que Wifredo el Velloso fue el artífice, no ya de la independencia de los condados catalanes sino del nacimiento de Cataluña, fue entre otros popularizada (durante la Renaixença) por el dramaturgo Serafí Pitarra, con su frase Fills de Guifré el Pilós, això vol dir catalans (Hijos de Wifredo el Velloso, esto quiere decir catalanes). A Wifredo se le atribuye el origen de la bandera de las cuatro barras: 

...pidió el conde Iofre Valeroso al emperador Loís que le diesse armas que pudiesse traher en el escudo, que llevava dorado sin ninguna divisa. Y el emperador, viendo que havía sido en aquella batalla tan valeroso que, con muchas llagas que recibiera, hiziera maravillas en armas, llegóse a él, y mojóse la mano derecha de la sangre que le salía al conde, y passó los quatro dedos ansí ensangrentados encima del escudo dorado, de alto a baxo, haziendo quatro rayas de sangre, y dixo: "Éstas serán vuestras armas, conde." Y de allí tomó las quatro rayas, o bandas, de sangre en el campo dorado, que son las armas de Cathaluña, que agora dezimos de Aragón.

Esta leyenda tiene su origen, según Martín de Riquer, en el historiador valenciano Pere Antoni Beuter, quien la incluyó en 1550 en su obra Crónica general de España, inspirándose en una crónica castellana de 1492. Posteriormente fue revivida, entre otros, por el escritor catalán Pablo Piferrer (1818-1848) reconocido como el gran recopilador de las leyendas catalanas tradicionales. No obstante, conviene señalar que el escudo de las cuatro barras data de 1150, cuando aparece en un sello de Ramón Berenguer IV, y se convierte en armas dinásticas después de la unión con Aragón, siendo ya el emblema del linaje, con el rey Alfonso II de Aragón. 
Según el estudio de Ramón de Abadal, se considera que Wifredo era hijo de Sunifredo, un noble hispanogodo, nombrado conde de Urgel y de Cerdaña en 834 por el emperador Luis el Piadoso, y de Barcelona, Gerona, Narbona, Nimes, Agde, Besiers y Magalona en 844 por el rey franco Carlos el Calvo.
Wifredo fue considerado por Pedro IV de Aragón en su Crónica como el primer miembro de la Casa de Barcelona.

### Matrimonios y descendencia

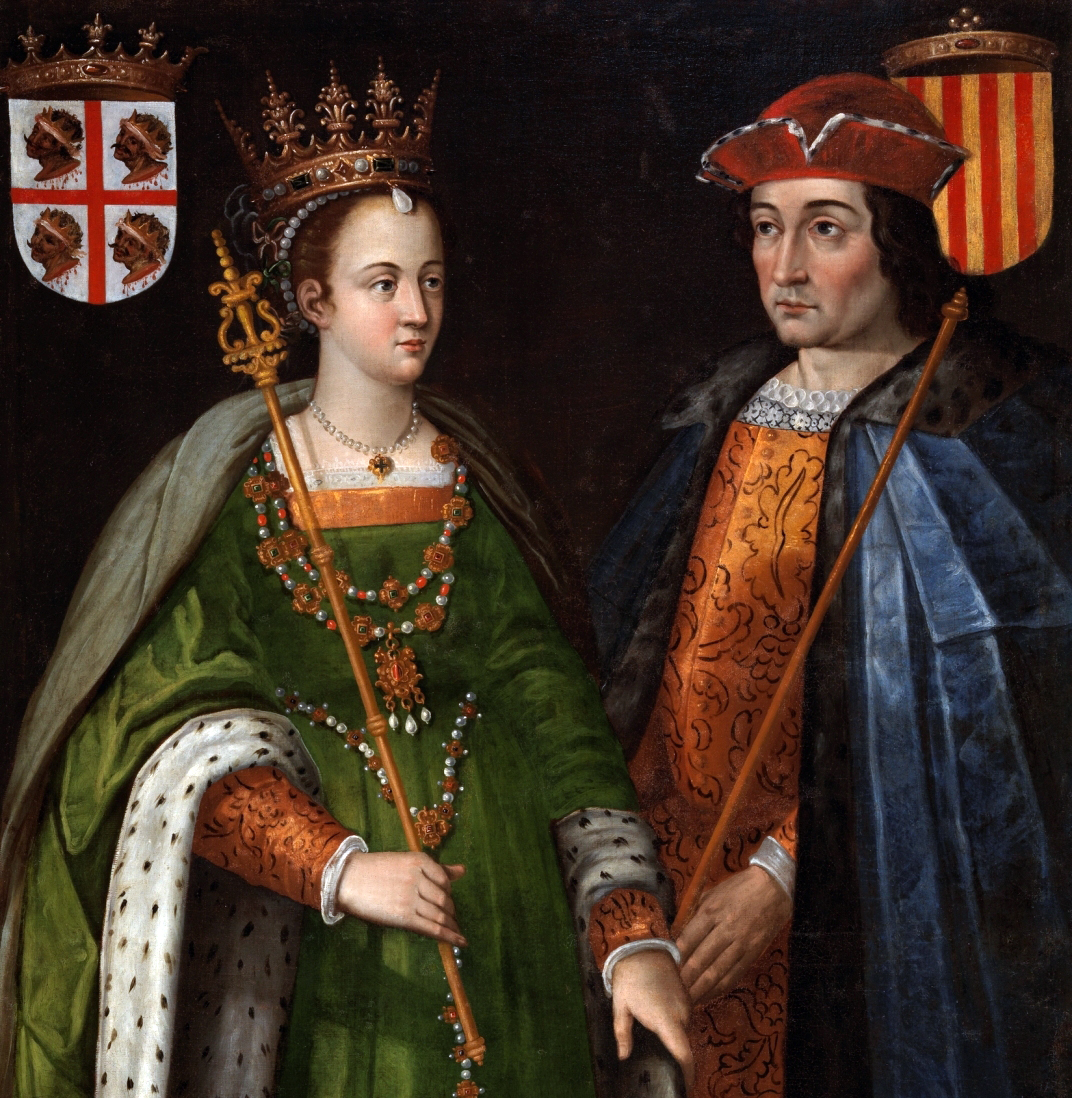
Petronila de Aragón y Ramón Berenguer IV Conde de Barcelona según la interpretación de Filippo Ariosto de 1586.

- Wifredo el Velloso. Casó con Guinidilda (Winilda). Tuvo a Radulfo († 940), Obispo de Urgel y abad de Ripoll, Wifredo II Borrell († 911), conde de Barcelona, Gerona y Osona, Suñer I († 950), conde de Barcelona, Gerona y Osona, casado Richilde de Tolosa, hija de Armengol, conde de Rouergue (Condes de Toulouse), Miró II de Cerdaña, conde de Besalú y Cerdaña, Sunifredo II de Urgel († 948), conde de Urgel, casado Adelaida de Tolosa, hija de Armengol, conde de Rouergue (Condes de Toulouse), Emmon († 942), abad de San Juan de Ripoll, Riquilla, Ermessenda († después de 925), Cixilona († 945), monja y ?Guinidilda, esposa de Ramón II de Tolosa († 923).
  - Wifredo II (¿-911). Murió sin dejar descendencia. Los condados pasaron a su hermano Suñer.
  - Suñer I (870-950). Casó en segundas nupcias con Riquilda de Tolosa, hija del conde de Roergue. Tuvo a  Armengol (925), Miró (926), Borrell (927), Adelaida (928) y Guillermo (929).
    - Borrell II (927-992). Casó con Letgarda de Tolosa, hija de Raimundo III de Aquitania. Tuvo a Ramón Borrell, Ermengol, Ermengarda y Riquilda. Tras la muerte de Letgarda se volvió a casar, esta vez con Eimeruda de Auvernia. 
      - Ramón Borrell (972-1017). En 993 se casó con Ermesenda de Carcasona con la que tuvo un hijo: Berenguer Ramón.

## SiglosXIyXII: de Berenguer Ramón I a Ramón Berenguer III
- Berenguer Ramón I el Curvo. (1005-1035)
- Ramón Berenguer I el Viejo. (1023-1076)
- Ramón Berenguer II Cabeza de Estopa. (1053-1082)
- Berenguer Ramón II el Fratricida. (1053-1097)
- Ramón Berenguer III el Grande. (1082-1131)

Después de la revolución feudal de 1020-1060, la supremacía de la Casa de Barcelona respecto al resto de condados va a comenzar a acentuarse. Tras la revuelta de los barones, Ramón Berenguer I recibe el homenaje y el juramento de fidelidad  de los condes de Besalú, Cerdaña, Ampurias y Rosellón, además de que los condes de Urgel continuaron la política de fidelidad a Barcelona, iniciada con el homenaje de Ermengol II de Urgel a Berenguer Ramón I, recibido en 1018 y en 1026. 

### Acontecimientos

#### La España de la Gesta
Las primeras señales de lo que pronto va a ser el comienzo de la desintegración del imperio almohade, son evidentes para los reyes cristianos. La aparición de los nuevos y pequeños reinos llamados de taifas en al-Ándalus va a permitir un imparable ascenso de las tropas catalanas y aragonesas, primero por el Ebro y mucho más tarde, con las conquistas de Valencia y Murcia, en toda la ribera mediterránea. 
Comienza así el periodo conocido como la «España de la Gesta»[cita requerida] un tiempo en que los juglares cantaban en las plazas de las villas las hazañas de los reyes en las batallas (y otros líos, con aquella reconocida picaresca). Uno de los escritos conservados más representativos de la época es el Cantar de Mío Cid, en el que se narra en verso la batalla (y posterior captura) del conde Berenguer Ramón II, tras una incursión a la Taifa de Zaragoza, en la que el Cid era aliado del rey musulmán. En este pasaje, el Cid llama al conde «Don Remont».

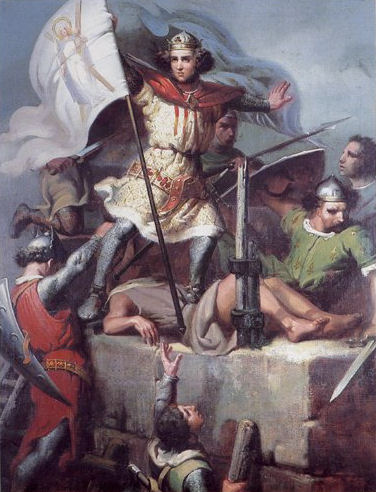
Ramón Berenguer III clavando la enseña de Barcelona en el castillo de Fos (Fos-sur-Mer, Provenza), de Mariano Fortuny (1856 o 1857), Real Academia Catalana de Bellas Artes de San Jorge (en depósito en el Palacio de la Generalidad de Cataluña).

### Matrimonios y descendencia
- Berenguer Ramón I el Curvo. En el año 1021 se casó con Sancha, hija de Sancho García, conde de Castilla, con la que tuvo dos hijos: Ramón Berenguer I (1023) y Sancho. En 1027 volvió a casarse, esta vez con Guisla, hija del veguer de Balsareny. Con ella tuvo un hijo, Guillermo (1028).
  - Ramón Berenguer I el Viejo. Se casó tres veces. En primeras nupcias en 1039 con Isabel de Nimes, probablemente hija del vizconde Ramón Bernat I de Nimes, con quien tuvo a Pedro Ramón de Barcelona (? -1071), condenado por el asesinato de su madrastra Almodis, Arnau de Barcelona (?-1045) y Berenguer de Barcelona (?-1045). En 1051 se casó con Blanca de Narbona, hija de Llop Ató Zuberoa y Ermengarda de Narbona. Fue repudiada al año siguiente sin tener descendencia. El 1056 se casa, en terceras nupcias, con Almodis de la Marca, hija del conde Bernat I de Razès, con quien tuvo a la infanta Agnès de Barcelona (1056-1071), casada en 1070 con el conde Guigues VII de Albon, Ramón Berenguer II (1053-1082), Berenguer Ramón II (1053-1099?), Sancha de Barcelona (1076-1095), casada en segundas nupcias en 1069 con Guillermo I de Cerdaña.
    - Ramón Berenguer II Cabeza de Estopa. Contrajo matrimonio hacia el año 1075 con Mafalda de Apulia (1060-1108), hija de Roberto Guiscardo, duque de Apulia y Calabria, (1020-1085), y de su mujer Sikelgarda de Salerno, (1040-?), y hermano aquel de Roger I de Sicilia (1089-1101), hijos ambos de Tancredo de Hauteville y de Fredesinda de Normandía. De este matrimonio nacería el futuro heredero del Condado de Barcelona, Ramón Berenguer III el "Gran".
    - Berenguer Ramón II, llamado el Fratricida. Cogobernó el condado con su hermano (probablemente gemelo) Ramón Berenguer II hasta la muerte de éste en circunstancias misteriosas en 1082, y en solitario a partir de entonces. Tras ser acusado de haber instigado el asesinato de su hermano, a partir de 1086 sólo mantiene el gobierno en tanto que tutor de su sobrino y heredero del trono, el futuro Ramón Berenguer III, hasta la mayoría de edad de éste. Sin descendencia conocida.
      - Ramón Berenguer III el Grande. En primeras nupcias desposó a María, hija del Cid Campeador. Casó en segundas nupcias con Dulce de Provenza o de Rouergue, con quien tuvo en 1108 a Berenguela de Barcelona, esposa del Rey Alfonso VII de Castilla y a los gemelos Ramón Berenguer IV y Berenguer Ramón I de Provenza, en 1114.

## SigloXII: Ramón Berenguer IV “Princeps d’Aragón”

### La unión en la Corona de Aragón
Tras la muerte sin hijos varones del Rey Ramiro II de Aragón llamado el Monje, quedaba como heredera su hija, la reina Petronila de Aragón, cuyo casamiento se había acordado con Ramón Berenguer IV, conde de Barcelona y de la Provenza. Previamente, las órdenes religiosas y la nobleza de Aragón habían llegado un acuerdo para la anulación del primer testamento, en el que el Reino de Aragón pasaría a ser propiedad de la Orden del Santo Sepulcro, la del Temple y la del Hospìtal, pacto en el que se establecían nuevas e importantes cesiones de fortalezas. 
Tras este pactado consenso, Ramón Berenguer IV obtiene por el rey el título de Princeps Aragonesus pero no el de rey, que sí obtendrá su hijo Alfonso por herencia de su madre Petronila, momento en que formalmente inicia el período de la dinastía de la Casa de Barcelona en la Corona de Aragón hasta su extinción con la muerte sin descendencia del rey Martín I de Aragón.

### Matrimonios y descendencia

#### El pacto de Ramiro el Monje
El pacto establecido con Ramón Berenguer IV le excluía del título de rey y sólo le otorgaba la autoridad para ejercer el gobierno, a no ser que se produjese la muerte de Ramiro y la de Petronila. En la donación se cita: 

Hec autem omnia superius scripta ego prephatus rex Rammirus taliter facio tibi, Raimunde, barchinonensium comes et marchio, ut, si filia mea mortua fuerit prehata, te superstite, donationem prephati regni libere et immutabiliter habeas absque alicuius impedimento post mortem meam. Interim vero, si quid augmentationis vel traditionis de honoribus vel municionibus prephati regni, me vivente, facere tibi voluero, sub prephata hominum fidelitate firmum et immobile permaneat; et ego prephatus rex Rammirus sim rex, dominus et pater in prephato regno et in totis comitatibus tuis, dum mihi placuerit.

Traducción del latin original:

Yo el citado Rey Ramiro, te lo hago a ti, Ramón, Conde y marqués de los barceloneses, de tal modo que si mi hija muriese antes y tú sobrevivieses, tengas la donación del citado reino libremente e inmutable, sin ningún impedimento, después de mi muerte. Pero en tanto, si quisiere hacerte mientras viva cualquier aumento o entrega de honores o castillos en el citado reino, permanezca bajo la citada fidelidad del homenaje firme e inmutable, y yo el citado Rey Ramiro seré Rey, señor y padre en el citado reino y en todos los condados hasta que me plazca.

Consecuentemente, según los documentos que se conservan en el Archivo de la Corona de Aragón, las funciones ejercidas por Ramón Berenguer fueron las propias del rey, como cualquier regente, en el ejercicio del imperium o potestas, vedado a la reina por su condición femenina. Así, ejerció el gobierno acaudillando el ejército, disponiendo cesiones de castillos, dictando cartas puebla, etc. por lo que, Petronila quedó con la dignidad regia —que se hizo efectiva en sus testamentos y en la donación del patrimonio conjunto en herencia a su hijo—, mientras que el conde ejerció el poder como princeps de Aragón hasta su muerte en 1162, en que fue sustituido por una comisión de magnates aragoneses y barceloneses, entre los que figuraron los altos prelados (obispos de las principales sedes) y ricoshombres de ambas procedencias, reunidos para ese fin en las primeras cortes documentadas del Reino de Aragón el 11 de noviembre de 1164, pocos meses después de la transmisión de la herencia conjunta por parte de Petronila. La regencia de este consejo de notables en las decisiones de gobierno se extendió desde la muerte de Ramón Berenguer en 1162 hasta 1173, año en que Alfonso II, con dieciséis años de edad, pudo ponerse al fin al frente del gobierno y de sus huestes.

#### Cesión de los derechos sobre Aragón de las órdenes militares
Tal como indica el historiador Joseph O'Callaghan, tras la elección de Ramiro el Monje como rey de Aragón, que contrariaba tanto el testamento de Alfonso I el Batallador como la voluntad del Papado, del que los reyes de Aragón eran vasallos, Ramón Berenguer tuvo que iniciar negociaciones con los herederos de Aragón según el testamento real, a saber, las órdenes militares de los Templarios, Hospitalarios y del Santo Sepulcro de Jerusalén. En 1140 llegó a un acuerdo con representantes de los Hospitalarios, por el que la Orden hacía cesión a Ramón Berenguer, conde de Barcelona, de la parte del reino de Aragón que le correspondía según el testamento del rey Alfonso, a cambio de diversas concesiones y prebendas. Acuerdos de cesión similares fueron concertados posteriormente con los caballeros del Santo Sepulcro (1141) y con los Templarios (1143). Esta cesión de las tres órdenes fue confirmada por bula del papa Adriano IV en 1158.
Sin embargo, es un hecho que los barones del Reino de Aragón y del Reino de Pamplona (pues los dos reinos estaban incluidos en el testamento de Alfonso I el Batallador) juraron fidelidad respectivamente a Ramiro II el Monje y a García el Restaurador. No se puso en discusión que las Órdenes militares tuvieran que negociar con el rey de Navarra la herencia de Alfonso I el Batallador. También es un hecho que Ramón Berenguer IV había pactado en los documentos de esponsales de 1137 con Ramiro II de Aragón su condición de princeps en Aragón, y venía ejerciendo la potestad real en el reino aragonés como dominator, antes de las negociaciones con las Órdenes militares de 1140 en adelante. La historiografía actual conviene mayoritariamente en aceptar que, sencillamente, el testamento de Alfonso I el Batallador no fue respetado y, así, Ramiro II de Aragón no solo ejerció la potestad regia entre 1134 y 1137, sino que se reservó la dignidad de rey hasta su muerte en 1157, circunstancia que no consta que fuera cuestionada durante el gobierno de Ramón Berenguer IV. Una interpretación distinta de los pactos con las Órdenes militares la hace Antonio Ubieto Arteta, que considera que, en un periodo en que tenían problemas económicos, y urgidas por el Papado seis años después de que hubiera sido promulgado el testamento, vieron la ocasión de obtener ciertas prebendas y establecimientos en los territorios de Aragón y Cataluña a cambio de zanjar la cuestión testamentaria de Alfonso I.

#### Alfonso II, Rey de Aragón y Conde de Barcelona

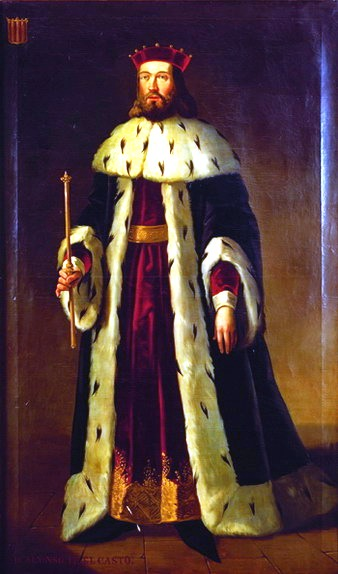
Alfonso II fue el primer rey en heredar el Reino de Aragón y el Condado de Barcelona como territorio patrimonial.

El hijo de Ramón Berenguer IV, llamado desde su nacimiento Ramón y Alfonso indistintamente, heredó en 1164 a los siete años (edad legal para asumir el reino) de la reina titular Petronila conjuntamente el Reino de Aragón y el Condado de Barcelona —y los títulos correspondientes— como primogénito. Según Antonio Ubieto Arteta, Guillermo Fatás, Alberto Montaner Frutos o Faustino Menéndez Pidal de Navascués, esta transmisión se realizó por medio de un contrato establecido con arreglo al derecho aragonés conocido como "matrimonio en casa", aunque esta teoría ha sido cuestionada recientemente en un artículo de Josep Serrano Daura. El ámbito de soberanía del nuevo monarca incluía el reino de Aragón y los condados de Barcelona, Gerona, Osona y Ribagorza, así como los marquesados de Lérida y Tortosa constituidos tras las conquistas de su padre. No hereda inicialmente el condado de Cerdaña, que Ramón Berenguer IV había testado junto con el Señorío de Carcasona en favor de su segundo hijo Pedro, también conocido como Ramón Berenguer IV de Provenza. Posteriormente incorpora otros territorios, como la Cerdaña (1162), la Provenza (1167) y el Rosellón (1172).
Esta alternancia en los nombres indica la voluntad, por parte de los miembros de esta dinastía, de adaptarse a aquellos dominios que les han sido atribuidos por herencia. Así, el primogénito recibió en el bautismo el nombre de su padre, Ramón Berenguer, pero utilizó el nombre de Alfonso para reinar a fin de congraciarse con sus súbditos aragoneses y, a la vez, conectar con la memoria y legitimidad del rey Alfonso el Batallador. Por su parte, el segundo hijo de Ramón Berenguer IV y Petronila fue bautizado como Pedro, nombre tradicional de la Casa de Aragón, pero alrededor de 1170 asumió el nombre barcelonés de Ramón Berenguer, que su hermano había dejado disponible, para facilitar su instalación al frente de Provenza.
Sin embargo, la interpretación de que Alfonso II adoptó el nombre de Alfonso para reinar es rechazada por Antonio Ubieto Arteta aportando documentación medieval de la época, quien señala: 

desde el mismo momento del nacimiento fue designado indistintamente por ambas denominaciones: Alfonso y Ramón.

  Además, en la abdicación de la reina Petronila del 18 de julio de 1164, llama a su heredero Alfonso y señala que en su testamento (en una fecha tan tardía como agosto de 1162) su marido lo llamaba Ramón.

## SiglosXIIyXIII: de Alfonso II a Pedro II
La unión de la soberanía real de diversos territorios bajo una misma persona, pero con usos, costumbres y moneda independientes, daría origen, ya en el siglo XIII, a la formación de una unión de estados bajo un mismo monarca a la que hoy conocemos como Corona de Aragón. En la documentación medieval de esta época se habla siempre del rey como "rey de Aragón". Sin embargo siempre se mantuvo la distinción terminológica del origen geográfico de los naturales de los territorios que conformaron la unión dinástica: aragoneses y catalanes. Rubio García documenta que esta diferencia se manifiesta en autores castellanos. En la Crónica de Alfonso XI, del siglo XIV, se lee «muchos Ricos-omes et Caballeros del Rey de Aragón et de Catalueña».
La característica más identificativa que definiría a los primeros reyes de la Corona fue su intervención prioritaria en Occitania y el Mediterráneo. Tal como señala Pierre Bonnassie, a pesar de los títulos adquiridos de príncipe (Ramón Berenguer IV) o rey de Aragón (Alfonso II y sus sucesores), «estos soberanos siguen comportándose, ante todo, como condes de Barcelona. Dicho de otra manera, prosiguen una política esencialmente orientada hacia el Mediterráneo y la Francia meridional». La intervención en Occitania se prolongó hasta la derrota de Muret, en que quedaron zanjados de manera súbita todos los intereses históricos de la Casa de Aragón-Barcelona en el Sur de Francia. 

### Etapa de debilitamiento económico de la Corona
Las continuas guerras llevadas a cabo por estos monarcas en Occitania fueron financiadas por la anticipación de las rentas que Pedro II había solicitado de judíos y sarracenos, según afirma el propio Jaime I en el Llibre dels fets cuando habla de su llegada al castillo de Monzón:

E tota la renda que nostre pare hauia en Catalunya e en Aragó era empenyorada tro als jueus e als serrains… E no hauien un dia quan nos entram en Montsó que menjar. Así era la terra empenyorada e destroida.
Jaime I, El Llibre des Feits, fol. 5º. 

### Las Navas de Tolosa

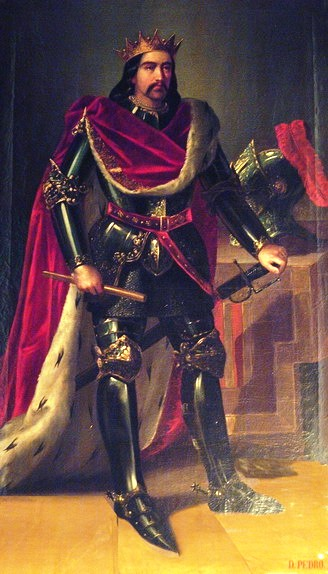
Pedro II de Aragón, llamado “el Católico” y muerto en la guerra albigense.

Entre las contiendas más destacables de estos reyes hay que señalar la Batalla de las Navas de Tolosa, dirigida por el rey Alfonso VIII de Castilla y en la que participaron junto a Pedro II de Aragón, el rey Sancho VII de Navarra y el Arzobispo de Narbona. Con este gran triunfo, quedó demostrada la supremacía cristiana frente al imperio almohade, que todavía permanecerá unos años en el poder, hasta su definitiva disolución/conversión en los reinos de taifas.

### La batalla de Muret
Para la Casa de Aragón-Barcelona, la batalla de Muret significó la pérdida de los dominios occitanos que, desde su conquista a principios del siglo IX en adelante, habían pertenecido a dinastías de la Casa de Barcelona. Posesiones históricas como Carcasona y Rasez pasaron a Simón IV de Montfort, tras las matanzas posteriores a la bula de Inocencio III concedida en contra del catarismo.
Tras un primer pacto inicial en que se propone el casamiento del joven Jaime con la hija de Simón de Montfort, Pedro II entrega a su hijo Jaime como rehén del pacto e intentando que la batalla final no se produzca. A la vista de Roma, este casamiento no solucionaría el problema cátaro, por lo que Montfort procede a conquistar cada una de las plazas. El rey de Aragón se planta en Muret con un ejército compuesto principalmente por aragoneses, catalanes y tolosanos, que se desvanece tras conocer la noticia del asesinato del rey.

E aquí mori nostre pare car axi ho ha fat me linatge totstemps que en les batalles que ells han fetes, he nos farem, deuem vencre o morir.
Jaime I, El Llibre des Feits

### Matrimonios y descendencia
- Alfonso II El Casto. Pedro, rey de Aragón y conde de Barcelona (1196-1213) y Alfonso II de Provenza, conde de Provenza, Milhau (1196-1209).
  - Pedro II El Católico. Casó con María de Montpellier y tuvo un único hijo: Jaime I de Aragón.

## sigloXIII: Jaime I El Conquistador
- Jaime I de Aragón (1208-1276)

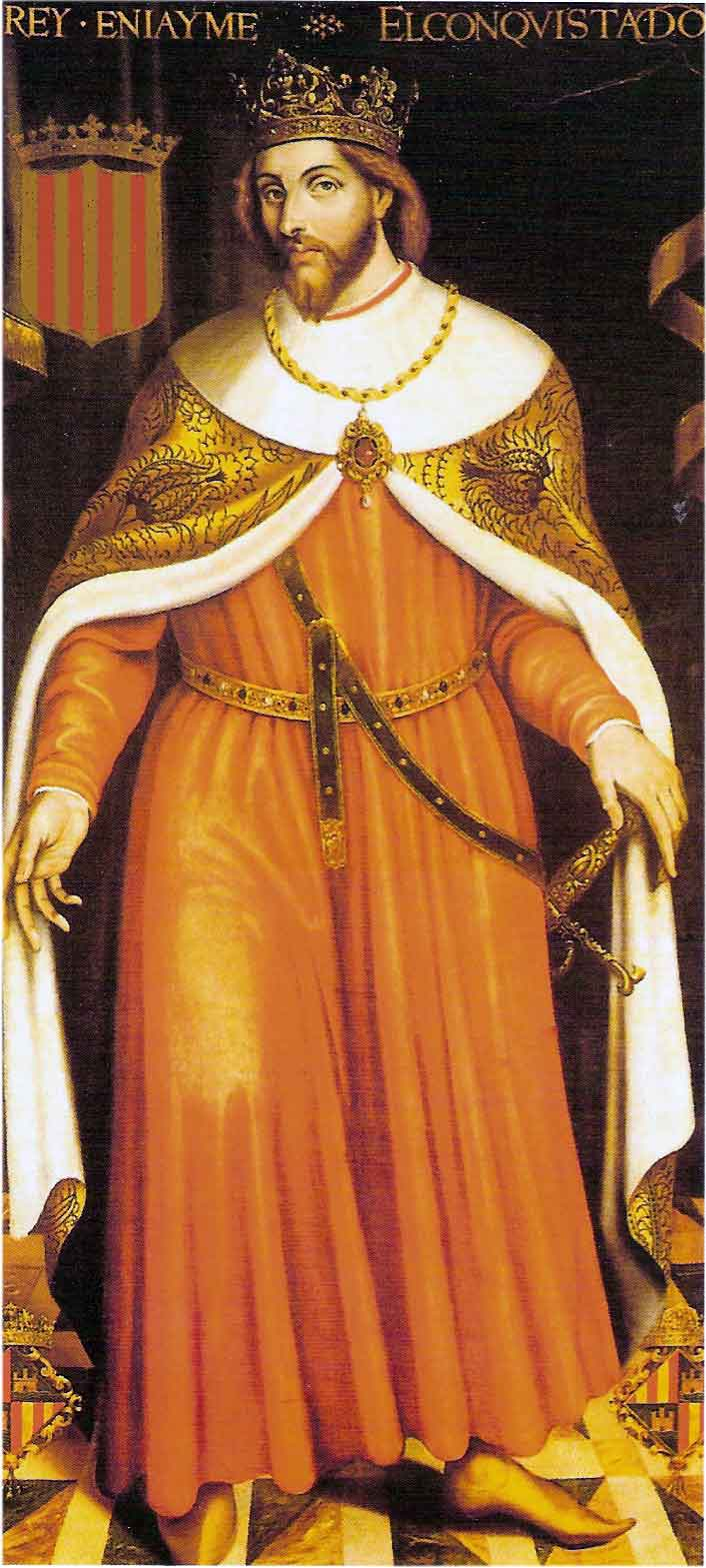
Retrato del de Jaime I.

Jaime I por su política de expansión y de ordenación territorial es considerado la figura más representativa del linaje de la Casa de Aragón-Barcelona. Su pensamiento y el relato de sus hechos bélicos y enfrentamientos están recopilados en el Llibre dels fets. 

Retrau mon Senyor Sant Jaume, que fe sense obres morta es. Aquesta paraula volc Nostre Senyor complir en los nostres feyts.

### Instrucción templaria
El joven rey fue muy pronto huérfano de su padre y, unos meses más tarde, de su madre. Tras los sucesos en que tuvo lugar la muerte de Pedro II el Católico, el joven  Jaime se vio obligado a pasar varios años en el Palacio de los Trencavel, bajo la tutela del líder cruzado Simón IV de Montfort. Tras las protestas de órdenes religiosas y nobleza aragonesa, el Papa Inocencio III ordena al Temple aragonés (a Guillem de Montredón) la tutela del joven rey (y la de su primo-hermano el conde de Provenza). 
Años más tarde abandonaría Monzón y sería proclamado oficialmente como Rey de Aragón. En septiembre de 1218 se celebran en Lérida unas Cortes Generales de aragoneses y catalanes, en las cuales fue declarado mayor de edad, con nueve años y proclamado rey.

### La conquista de Mallorca
El 6 de septiembre de 1229, la escuadra catalana partió de Tarragona, Salou y Cambrils, y conquistó Mallorca a Abú Yahya, el gobernador almohade semiindependiente de la isla. Esta fue la primera gran victoria del monarca.

### La conquista de Valencia
La Conquista de la Balenciya musulmana, junto con las demás villas al norte del Júcar, se va a decidir en la reunión de Alcañiz, como nos cuenta el Llibre dels fets:

Estando nosotros allí, charlando y divirtiéndonos, comenzó a hablar el maestre del Hospital y dijo: “¡Señor! Como que Dios os ha guiado tan bien en los hechos de Mallorca y aquellas islas ¿no comenzaríais vos y nosotros allí, en aquel Reino de Valencia, que siempre os ha estado enfrentado y ha hecho de frontera a vuestro linaje, y del que siempre han intentado apoderarse y nunca lo han podido conseguir?” Y don Blasco se volvió hacia Nos y dijo: “¡Y es la mejor tierra y la más bella del mundo!, ¡que yo, Señor, he estado en Valencia, y no hay hoy, por debajo de Dios, un lugar tan delicioso como la ciudad de Valencia y todo aquel reino!”
Jaime I, El Llibre del Fets (traducción del original)

- Antecedentes de la conquista: Jaime I viene de conquistar Mallorca y el hecho había causado un gran impacto social, en ambos bandos. El virrey almohade Zait al-Mutamid, que desconocía las desconfianzas que la nobleza tenía con Jaime I al principio de su reinado, le propone un pacto de no agresión. Esto provoca una revuelta interior en Valencia, liderada por Zayán, que destronará a los almohades, pasando Valencia a convertirse en un reino taifa.

¿Por qué se rebela Zayán contra Zait Almutamid? Hay una razón muy básica: Zait Almutamid se pasa al otro bando, se vende a Jaime I, y no sólo pagando un pacto de vasallaje sino convirtiéndose al cristianismo y eso, un musulmán auténtico y radical como era Zayán no lo podía admitir.
Jesús Noguet, historiador.

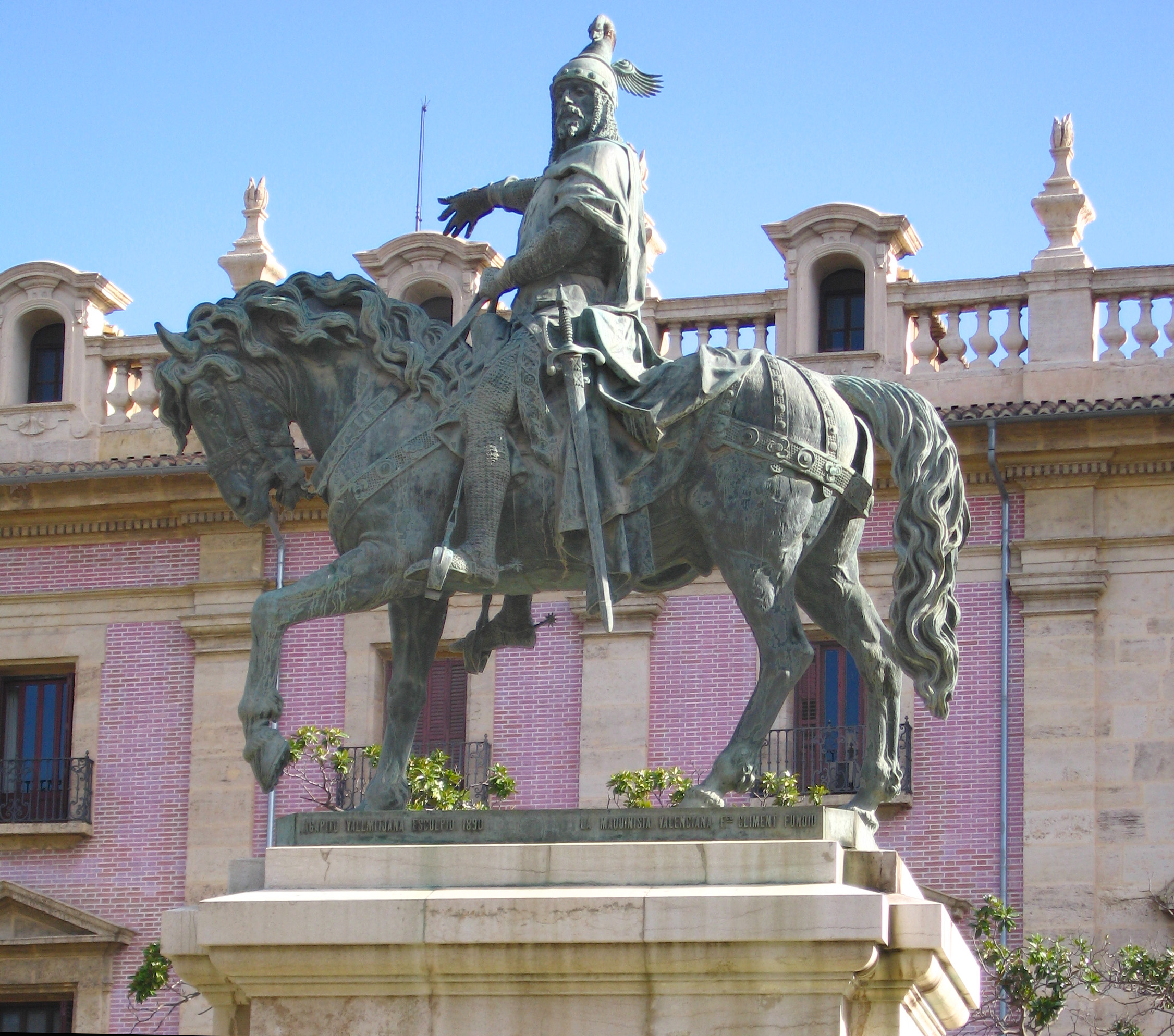
Monumento a Jaime I en Valencia, paradójicamente situado en la plaza de Alfonso el Magnánimo.

Tras la revuelta, Jaime I va conquistando todos los castillos que rodean Valencia, a modo de cerco a la capital. Más tarde tomaría el puerto (el Grau) e instalaría el sitio frente a las murallas de Valencia.  La bula concedida por el papa Gregorio IX había congregado más de mil caballeros y sesenta mil peones en el sitio. 
El 9 de octubre —Fiesta de la Comunidad Valenciana— el estandarte del rey ondearía de manera definitiva en la torre, al tiempo que Jaime I hacía su entrada triunfal por las puertas de Valencia. 

Y al ver nuestra senyera en lo alto de la torre que ahora es del Temple, de nuestros ojos lloraron lágrimas de alegría. Descabalgamos, miramos hacia Oriente y besamos la tierra, por la gran merced que Dios nos había concedido.
Jaime I de Aragón "El Libre dels Fets"

Según el catedrático de filosofía política José Luis Villacañas “esta conquista, unida a la derrota almohade de Mallorca, fue un hecho que conmocionó a la cristiandad de la época, comparable incluso a la conquista de Granada por los Reyes Católicos o, en el caso contrario, la toma de Constantinopla”.

### Matrimonios y descendencia

#### Legítimos
De su primera mujer, Leonor, tuvo a don Alfonso (1229-1260). Se casó con Constanza de Montcada. De la segunda, Violante de Hungría, tuvo a:
- Don Pedro (futuro Pedro III el Grande), que le sucedió en los reinos de Aragón, Valencia y en los condados catalanes.
- Don Jaime (futuro Jaime II de Mallorca), que heredó el reino de Mallorca, que comprendía las islas Baleares —Mallorca, Menorca (todavía bajo el poder de un soberano musulmán aunque tributaria desde 1231), Ibiza y Formentera—, los condados del Rosellón y la Cerdaña y los territorios que el Conquistador conservaba en Occitania (el señorío de Montpellier, el vizcondado de Carladés, en Auvernia, y la baronía de Omeladés, contigua a Montpellier).
- Don Fernando (1245-1250), que murió niño.
- Don Sancho de Aragón (1250-1275), arcediano de Belchite, abad de Valladolid y arzobispo de Toledo, falleció prisionero de los moros granadinos.
- Doña Violante de Aragón (1236-1301), mujer de Alfonso X el Sabio.
- Doña Constanza (1239-1269), esposa del infante castellano Don Manuel, hermano de Alfonso X el Sabio.
- Doña Sancha, que se hizo monja y murió en Jerusalén.
- Doña María (1248-1267), religiosa también.
- Doña Isabel (1247-1271), esposa de Felipe III el Atrevido, hijo de San Luis de Francia.

#### Ilegítimos
Tras la muerte de Violante (1253) el rey se lanzó a una carrera de amoríos, teniendo múltiples hijos. De Teresa Gil de Vidaure tuvo a Jaime, señor de Jérica, y a Pedro, señor de Ayerbe. De sus relaciones amorosas con Guillerma de Cabrera nació Fernán Sánchez, a quien dio la Baronía de Castro; Con Berenguela Fernández tuvo a Pedro Fernández, señor de la Baronía de Híjar, mientras que con Berenguela Alfonso, hija del infante Alfonso de Molina, no tuvo descendencia. Estos bastardos reales fueron el origen de algunas de las más importantes casas nobiliarias de Aragón y Valencia.

## Siglos y : de Pedro III a Jaime II

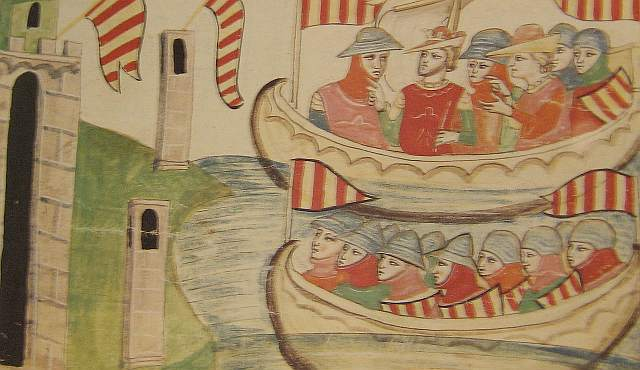
Pedro III de Aragón, hijo de Jaime I llega a Sicilia en las famosas Vísperas Sicilianas.

## SiglosXIIIyXIV: de Pedro III a Jaime II
- Pedro III de Aragón (1239-1285)
- Alfonso III de Aragón (1265-1291)
- Jaime II de Aragón (1267-1327)

### Política territorial
Tras heredar el Reino de Sicilia, Pedro III de Aragón canceló el vasallaje que le había unido con la iglesia y fue excomulgado por el Papa. Durante su reinado se dedicó más a las políticas del nuevo reino que a las peninsulares (ver artículo "Vísperas Sicilianas"). Alfonso III de Aragón, también mantuvo disputas con la nobleza europea, consiguiendo que el Papa levantara la excomunión contra los reyes de Aragón. Jaime II de Aragón se destacaría anexionando para Aragón las provincias de Alicante y Murcia.

### Matrimonios y descendencia
- Pedro III El Grande. De su matrimonio con Constanza nacieron los hijos Alfonso III de Aragón (1261-1291), rey de Aragón, Valencia, Mallorca y conde de Barcelona; Jaime II de Aragón (1267-1327), rey de Aragón, Valencia, Mallorca, conde de Barcelona, rey de Cerdeña y de Sicilia;  La infanta Isabel de Aragón (1271-1336), Santa Isabel de Portugal, reina consorte de Portugal por el matrimonio en 1288 con Dionisio I de Portugal; Federico II de Sicilia (1272-1337), rey de Sicilia; La infanta Violante (1273-1302), casada en 1297 con el infante Roberto de Nápoles, futuro Roberto I; El infante Pedro de Aragón (1275-1291); 
  - Alfonso III El Liberal. No tuvo descendencia. Los condados pasaron a su hermano Jaime II.
  - Jaime II El Justo. Tuvo a Jaime de Aragón (1296-1334), que renunció a sus derechos reales y a casarse con Leonor de Castilla; Infante Alfonso IV de Aragón (1299-1336), conde de Barcelona y rey de Aragón; Infanta María de Aragón y de Anjou (1299-1311), casada con Pedro de Castilla, hijo de Sancho IV de Castilla; Infanta Constanza de Aragón (1300-1327), casada con Don Juan Manuel; Infanta Isabel de Aragón y de Anjou (1302-1330), que casó en 1315 con Federico I de Austria; Infante Juan de Aragón (1304-1334), arzobispo de Toledo, de Tarragona y patriarca de Alejandría; Infante Pedro de Aragón (1305-1381), conde de Ribagorza de Ampurias y de Prades; Infanta Blanca de Aragón (1307-1348), religiosa; Infante Ramón Berenguer (1308-1364), conde de Prades y Señor de la Villa de Elche; Infanta Violante de Aragón (1310-1353), casada con Felipe, déspota de Rumania e hijo de Felipe I de Tarento.

## SiglosXIVyXV: de Alfonso IV a Martín I
- Alfonso IV de Aragón (1299-1336)
- Pedro IV de Aragón (1319-1387)
- Juan I de Aragón (1350-1396)
- Martín I de Aragón (1356-1410)

### Delimitación política de los territorios de la Corona
En el siglo XIV, los reyes de Aragón y condes de Barcelona siguieron con el proceso de delimitación política de Cataluña, Aragón y Valencia, que, en lo tocante a la actual Cataluña, dio un paso decisivo en 1314 con el rey Alfonso el Benigno al casarse con Teresa de Entenza, heredera del condado de Urgel, aunque quedaba como formalmente independiente de la Corona de Aragón hasta 1412, en que el primer rey Trastámara acaba con la última dinastía de Condes de Urgel.

### El avance del comercio por mar
La etapa de estos reyes se va a caracterizar por el surgimiento de las grandes metrópolis comerciales, debido a la expansión del comercio marítimo en el Mediterráneo. Los puertos de Sicilia, Nápoles, Barcelona y Valencia van a ser puntos fuertes para la economía de aquellos reinos. Aunque, por otro lado, la llegada de enfermedades como la peste, contagiada en todas las ciudades a través de estas nuevas rutas marinas, van a mermar profundamente a esta sociedad, que atravesaría uno de sus momentos más duros.

### Fin de la Casa de Barcelona

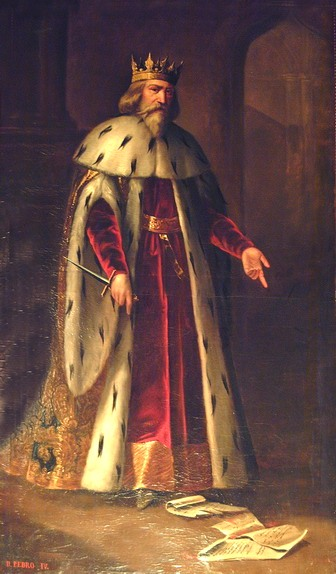
Pedro IV de Aragón, llamado “el Ceremonioso”.

Como la línea masculina directa termina con la muerte del rey Martín el Humano sin hijos varones, se extingue la Casa de Aragón-Barcelona. Los representantes más cercanos al linaje, aunque de manera indirecta, por línea masculina y legítima eran Jaime el Desdichado, conde de Urgel, biznieto del rey Alfonso el Benigno, y Alfonso, duque de Gandía, nieto del rey Jaime el Justo. Por línea femenina, el descendiente más cercano era Luis de Anjou, nieto del rey Juan el Cazador y, ya más lejano, el rey Enrique III de Castilla y su hermano Fernando de Trastámara, nietos del rey Pedro el Ceremonioso, siendo este último quien fue finalmente proclamado heredero de todos sus títulos por los compromisarios de Caspe en el año 1412, pasando a ser utilizado el linaje de Aragón por la Casa de Trastámara.
Sin embargo, tras la obra del profesor Antonio Ubieto, la continuidad de la dinastía hasta Martín el Humano ha sido cuestionada por autores aragoneses, habiendo por tanto defensores de su extinción tras el Casamiento en Casa en 1137, y detractores de dicha extinción temprana.

### Matrimonios y descendencia
- Alfonso IV de Aragón Se casó dos veces: en 1314, con Teresa de Entenza, con quien tuvo al infante Alfonso (1315–1317); Pedro IV, el Ceremonioso (1319–1387); Jaime I de Urgel, conde de Urgel, quién también heredó Entenza y Antillón (1320–1347); Constanza, quién se casó con Jaime III de Mallorca (1322–1346); la infanta Isabel (1323–1327); el infante Fadrique quién murió muy joven (1325–¿?) y el infante Sancho (1326–1327).  Con Leonor de Castilla tuvo al infante Fernando, marqués de Tortosa y  el infante Juan. 
  - Pedro IV El Ceremonioso Casó con Leonor de Portugal. Al enviudar, contrajo nuevo matrimonio con Leonor de Sicilia con la que tuvo tres hijos: Juan, Martín y Leonor, esposa de Juan I de Castilla.
    - Juan I El Cazador. No tuvo hijos varones
    - Martin I El Humano. Todos sus hijos fallecieron antes que él, entre ellos su heredero Martín I de Sicilia, rey de Sicilia.

## sigloXVhasta la actualidad: perduración del título de Conde
Aunque la dinastía de sangre por línea masculina se extinguiese, el título de Conde de Barcelona era uno de los que ostentaba el Rey de Aragón y siguió siendo heredado por los sucesivos reyes de Aragón. Cuando las Coronas de Aragón y de Castilla se unieron por el matrimonio de Fernando II de Aragón con Isabel I de Castilla, el título de Conde de Barcelona fue heredado por su hija Juana I de Castilla, y más tarde por Carlos I de España, quien ostentó ambas coronas y fue reconocido como Rey de las Españas. El título de Conde ha sido heredado sucesivamente por todos los Reyes de España. 
Esta tradición se mantuvo hasta 1977, cuando Juan de Borbón y Battenberg cedió a su hijo Juan Carlos I el título de Rey de España, pero se reservó para sí mismo el título de Conde de Barcelona. A su muerte, en 1993, el título fue finalmente heredado por su hijo Juan Carlos I, que lo transmitió a su hijo Felipe VI al abdicar en junio de 2014.

### Dinastías
- Casa de Trastámara, desde Fernando I de Aragón (1406) hasta Juana I de Castilla (1555).
- Casa de Austria, desde Carlos I de España (1516, compartiendo el título con su madre Juana) hasta Carlos II de España (1700).
- Casa de Borbón, desde Felipe V de España (1700) hasta Felipe VI (rey en la actualidad).

## Factores políticos generales

### Las conquistas

#### Guerras y matrimonios
El factor más destacable de los integrantes de la Casa de Barcelona es la faceta de conquistadores. Unas veces mediante la batalla y otras, a través de enlaces matrimoniales, consiguieron lograr la hegemonía de un gran reino (que hoy llamaríamos internacional) partiendo de un pequeño condado y durante más de seis siglos (siguiendo la línea paternal directa).
Las cesiones de los carolingios a Wifredo el Velloso y a varios de sus parientes en todo el sur de Francia, quienes pudieron transmitir estos territorios de forma patrimonial a sus descendientes, así como los posteriores matrimonios entre las diferentes casas condales, permitieron que las herencias posteriores fueran recayendo en el núcleo principal, el Condado de Barcelona, manteniéndose así una estructura que se vería ampliada notablemente con:
- El matrimonio de Ramón Berenguer III y Dulce de Provenza, en el que anexionaron la Provenza
- El matrimonio de Ramón Berenguer IV y Petronila de Aragón. Se unen los Condados de Barcelona y Aragón.
- Las conquistas de Jaime I. Se crean los nuevos reinos de Valencia y Mallorca.
- El matrimonio de Pedro III y Constanza de Hohenstaufen. Se anexiona el Reino de Sicilia.
- Jaime II conquista Murcia y las restantes ciudades alicantinas.
- Martín I y María de Sicilia. Ducado de Atenas.

### Legisladores

#### De los “Usatges de Barcelona” a “Els Furs de Valencia”
Desde los primeros veguers instalados por Ramón Borrell, hasta la posterior Generalidad de Cataluña, las formas de ejercer la autoridad fueron variando con el tiempo, como fueron los Usatges de Barcelona, o las leyes y ordenaciones establecidas por Jaime I en Valencia: los Fueros de Valencia. La visión política de este último rey permitió además que los nuevos territorios conquistados pasaran a formar parte de la corona y no fueran conquistados al estilo “dels ricos homes aragonessos”, circunstancia que permitió que no hubiera un desmembramiento de poblaciones feudales independientes. 
Jaime I aplicó los Fueros (Furs) de Valencia, una legislación basada en el derecho romano que chocaba en modernidad con los valores tradicionales del antiguo feudalismo de la época. 

### Repobladores
Desde Ramón Borrell hasta Jaime II las repoblaciones de las villas y aldeas de las zonas mediterráneas (incluidas las islas principales: Mallorca, Sicilia, etc.) fueron una de las tareas que más preocuparon a estos reyes. Ayudados por los poderes fácticos (iglesia, órdenes militares y señores feudales) trajeron a los pueblos mediterráneos una moderna legislación, una nueva fe (cristianismo) y unas costumbres culturales (fiestas y tradiciones) que cambiaron por completo la España andalusí.
Documentos que hoy se conservan como el Llibre del Repartiment de Valencia, ofrecen una muestra detallada de cómo se fue repoblando la ribera mediterránea. En la administración local, la fórmula más utilizada fue la concesión de las denominadas “Cartas Puebla”, documentos de carácter real que servían como escritura legal de la donación.

## Factores religiosos

### Las órdenes religiosas
El descontento general de la población de la Europa del Medievo debido a los impuestos que había que pagar (diezmo) para cubrir los desorbitados gastos de los miembros eclesiásticos (sentimiento que más tarde desembocaría en la Reforma Protestante de Lutero) fue apaciguado momentáneamente por la aparición en escena de un personaje: Bernardo de Claraval y un movimiento: el Císter. La nueva congregación, con unos duros votos de pobreza, pronto se ganó la confianza de las gentes de los pueblos, primero, y de reyes y clero, después, estableciendo un nuevo modelo de sociedad basada en los votos de pobreza y castidad. El Císter sería el germen del que nacerían las nuevas órdenes religiosas, que copiarían su “regla”
La aparición de las órdenes religiosas y monásticas jugó un papel trascendental para el avance las conquistas cristianas de al-Ándalus. Las órdenes del Temple y del Hospital, aparecidas a principio del siglo XII en Jerusalén y sobre todo las órdenes autóctonas, como las de Calatrava, Santiago o Montesa, fueron un constante apoyo militar para las casas reales de Castilla y Aragón, mérito por el cual irían recibiendo feudos (fortalezas, villas, terrenos…) de todos los monarcas del Reino de Aragón y soberanos del Condado de Barcelona desde Ramón Berenguer III en adelante.

## La religión como «herramienta para la conquista»
Este factor (ayuda eclesiástica en forma de bula papal) fue aprovechado por el resto de monarcas cuyas fronteras limitaban con los árabes. Ya así, Ramón Berenguer III (para la conquista de Mallorca), Jaime I de Aragón (toma de Valencia) y otros reyes del linaje posteriores, conseguirían sucesivas bulas de Roma que otorgaban premios y perdones para aquellos que decidieran participar en las batallas de conquista.

### Advocación

#### Conquerir per a la Gloria de Dèu
El santo oficial de la Casa de Barcelona es San Jaime (Santiago). Destacan las devociones a la Virgen María, a María Magdalena, San Juan y San Sebastián, con la construcción de iglesias y monasterios dedicados a estos santos. Es obligado mencionar la especial devoción a la Virgen de Montserrat, conocida en Cataluña como la "Moreneta”.